# Sérgio Britto
Sérgio Pedro Corrêa de Britto (Rio de Janeiro, 29 de junho de 1923 - Rio de Janeiro, 17 de dezembro de 2011) foi um consagrado ator, diretor, apresentador e roteirista de cinema, televisão e teatro brasileiro.
Considerado um dos maiores atores do país, Sérgio Britto foi responsável pela direção de Ilusões Perdidas, primeira telenovela produzida e exibida pela TV Globo.
Na TV Tupi, Britto idealizou e dirigiu o Grande Teatro Tupi, um dos programas mais populares da extinta Tupi. Exibido ao vivo, nas noites de segundas-feiras, o teleteatro revelou para público carioca nomes como Fernanda Montenegro, Nathalia Timberg e Ítalo Rossi. As adaptações para a televisão das peças de teatro eram feitas por Manoel Carlos. Apesar do pioneirismo na televisão, foi o teatro que o consagrou.
Em 1959, funda no Rio de Janeiro a companhia Teatro dos Sete, com Fernanda Montenegro, Fernando Torres, Ítalo Rossi e o diretor italiano Gianni Ratto. A estreia foi no Theatro Municipal do Rio com o espetáculo "O Mambembe, de Artur Azevedo".

## Biografia
Filho de Lauro e Alzira, seu pai era funcionário público e sua mãe, dona de casa. Sérgio vivia com eles e o irmão, Hélio. Uma típica família da Vila Isabel daquela época: todos religiosos, tradicionais e conservadores.
A ideia de ser ator não passava por sua cabeça, tanto é que chegou a cursar até o sexto ano de medicina, na Faculdade da Praia Vermelha. Mas foi no teatro universitário amador, fazendo o papel de Benvoglio em Romeu e Julieta, que Sérgio descobriu que o teatro seria sua vida. No ano de 1945 abandonou a medicina para se dedicar à sua paixão.
Sérgio foi o criador, diretor e ator do Grande Teatro Tupi, que foi ao ar por mais de dez anos. Com elenco no qual se destacam Fernanda Montenegro, Ítalo Rossi, Natália Thimberg, Manoel Carlos, Fernando Torres, Zilka Salaberry, Aldo de Maio e Cláudio Cavalcanti, o teleteatro apresentou sob o seu comando repertório de mais de 450 peças dos maiores autores nacionais e estrangeiros. Depois de seis anos na extinta TV Tupi, o Grande Teatro transfere-se, para a TV Rio e depois, por seis meses, para a TV Globo – um programa formador de plateia, referência na história da televisão e do teatro brasileiro. Na carreira teatral, mais de 90 espetáculos representados.

### Anos 1950
Em 1953, participa do primeiro elenco profissional do Teatro de Arena atuando em Esta Noite é Nossa, de Stafford Dickens, direção de José Renato; e dirigindo Judas em Sábado de Aleluia, de Martins Pena. Ainda na década de 1950, fez parte da Companhia Maria Della Costa e do Teatro Brasileiro de Comédia (TBC), em que atua em A Casa de Chá do Luar de Agosto, Rua São Luís, 27 - 8.º Andar e Um Panorama Visto da Ponte, sua última incursão no grupo.

Formou sua própria companhia teatral em 1959, o Teatro dos Sete, com Fernanda Montenegro, Ítalo Rossi, Gianni Ratto, Luciana Petruccelli, Alfredo Souto de Almeida e Fernando Torres, e apresentou no Teatro Municipal do Rio de Janeiro a histórica montagem de O Mambembe, de Artur Azevedo.

Sérgio Britto e Nathalia Timberg na peça teatral Meu querido mentiroso, Teatro Carioca (1965).

### Anos 1960
Em 1960, especialmente para o Teatro dos Sete, Nelson Rodrigues escreveu O Beijo no asfalto.
Em 1963, dirigiu na TV Rio, a telenovela A Morta Sem Espelho de Nelson Rodrigues.  Na mesma emissora também produziu o programa Grande Teatro.
Dirigiu mais duas novelas em 1964: Vitória e Sonho de amor, esta última uma adaptação feita por Nélson Rodrigues do romance O tronco do ipê, de José de Alencar, produzida pela TV Rio e exibida também em São Paulo pela TV Record.
Em 1965, com Líbero Miguel, dirigiu a primeira novela da Rede Globo, Ilusões Perdidas, e no elenco estavam Emiliano Queiroz, Leila Diniz, Miriam Pires, Norma Blum, Osmar Prado, Reginaldo Faria, entre outros.
Na TV Excelsior, Sérgio dirigiu A muralha, de Ivani Ribeiro, baseada no romance de Dinah Silveira de Queiroz. A novela tinha no elenco Fernanda Montenegro, Mauro Mendonça, Rosamaria Murtinho, Stênio Garcia e Nathalia Timberg, em 1969.

### Anos 1970
Em 1971, ao lado de Fernanda Montenegro, atua na peça O Marido Vai à Caça de Georges Feydeau. Dirigido por Amir Haddad.
Em 1974, destaca-se como um dos intérpretes de A Gaivota, de Anton Tchekhov, dirigida por Jorge Lavelli.
Em 1975, interpreta o Dr. Facchini, grande sucesso da novela Escalada de Cassiano Gabus Mendes. A novela tinha no elenco Tarcísio Meira, Renée de Vielmond, Susana Vieira, Ney Latorraca e Nathália Timberg.
Em 1976, atuou no novela Anjo Mau, ao lado de Susana Vieira, José Wilker, Renée de Vielmond, Pepita Rodrigues, Osmar Prado, entre outros. A novela de Cassiano Gabus Mendes foi exibida no horário das 19 horas e contou com 175 capítulos. Dirigida por Régis Cardoso e Fábio Sabag, Anjo Mau foi a penúltima novela em preto-e-branco exibida pela Rede Globo.
Em 1977, dirige Renata Sorrah, em parceria com Walter Scholiers, em Afinal... uma Mulher de Negócios, de Rainer Werner Fassbinder.
Em 1978, fundou o Teatro dos 4 na Gávea, como sempre com sua mania de números. E os quatro, na verdade, eram três: Sergio Britto, Paulo Mamede e Mimina Roved. Durante quinze anos produziram dezessete espetáculos de teatro da maior importância, entre os quais: Os viciados; Assim é se lhe parece; Tio Vânia; O jardim das cerejeiras, e muitas outras.

### Anos 1980
Em 1982, atuou na novela Paraíso, de Benedito Ruy Barbosa. Ao lado de Tereza Rachel e Ary Fontoura. 
Ainda em 1982, com fonoaudióloga Glorinha Beutenmuller, ajuda fundar a CAL(Casa de Arte das Laranjeiras), que hoje é considerada uma das escolas mais conceituadas na preparação do ator no Brasil.
Em 1985,  está em Assim É...(Se Lhe Parece), de Luigi Pirandello, com direção de Paulo Betti.
Em 1985, atua ao lado de Rubens Corrêa e Ítalo Rossi em Quatro Vezes Beckett, que marca o início da trajetória do diretor Gerald Thomas no Brasil.
Em 1986, atua com Tônia Carrero, na peça Quartett, de Heiner Müller e sob direção de Gerald Thomas.
Em 1989, assume a direção artística do Centro Cultural do Banco do Brasil - CCBB.

### Anos 1990
Em 1990, Sérgio interpreta Antero Novaes, na novela Pantanal, da extinta Rede Manchete. O personagem era viciado em pôquer, morre no 15.º capítulo da novela, quando está jogando com o neto e no jogo faz um royal straight flush e morre de emoção.
Em 1993, na TV Globo, participou de Olho no Olho, onde interpretou o Padre João.
Em 1994, Sérgio Britto integrou o elenco da minissérie Memorial de Maria Moura.
Em 1996, lança sua autobiografia Fabrica de Ilusão: 50 Anos de Teatro; (Funarte/Salamandra). No mesmo ano, interpreta o Conde Valadares, na novela Xica da Silva, da Rede Manchete. A novela tinha Taís Araújo no papel principal.
No ano de 2000, o ator fez papel de Teodoro Oliveira de Barros, na novela Vidas Cruzadas, da Rede Record.

### Século XXI
Em 2003, com a direção de Domingos Oliveira estreou Sergio 80, um espetáculo-solo que falava sobre as suas experiências nos seus 80 anos de vida.
Em 2008, interpreta Dom Pedro II. no especial da Rede Globo: O Natal do Menino Imperador. Escrito por Péricles de Barros, com direção-geral de Denise Saraceni. No mesmo ano, com a peça A última gravação de Krapp e Ato sem palavras I de Samuel Beckett, ganhou o prêmio "Faz Diferença", do Jornal O GLOBO como Personalidade do teatro.
Em 2009, ganhou o Prêmio Shell de melhor ator, por A última gravação de Krapp e Ato sem palavras I.
Em 2010, protagonizou, com Suely Franco, a peça Recordar é Viver, com direção de Eduardo Tolentino de Araújo. No mesmo ano, lança sua segunda autobiografia O Teatro e Eu. Uma corajosa revisão dos seus 86 anos, dos quais 65 de carreira na televisão, cinema e, principalmente, no teatro. Também em 2010, por conta de uma cláusula de exclusividade no contrato com a Rede Globo, que Sérgio Britto não aceita, é substituído por Leonardo Villar, em Passione.
Apresentou o programa semanal Arte com Sérgio Britto, na TV Brasil.
Morreu no dia 17 de dezembro de 2011, aos 88 anos, no Rio de Janeiro, devido a problemas cardiorrespiratórios. Sergio foi sepultado no Cemitério São Francisco Xavier, no bairro do Caju, Rio de Janeiro.

## Carreira

### No cinema
| Ano  | Título                  | Personagem  | Notas                       |
| ---- | ----------------------- | ----------- | --------------------------- |
| 1951 | O Comprador de Fazendas | —           |                             |
| 1952 | Modelo 19               | —           |                             |
| 1953 | Fatalidade              | —           | roteirista: diálogos        |
| 1953 | Luz Apagada             | —           |                             |
| 1953 | Esquina da Ilusão       | —           |                             |
| 1953 | Uma vida para dois      | —           | Também roteirista           |
| 1953 | O Homem dos Papagaios   | —           | Adaptação e diálogos        |
| 1954 | Destino em Apuros       | —           | Também roteirista           |
| 1965 | Society em baby-doll    | —           |                             |
| 1965 | O desafio               | Mário       |                             |
| 1966 | A Linguagem do Teatro   | Ele mesmo   | Curta-metragem/Documentário |
| 1972 | A Culpa                 | Pai         |                             |
| 1974 | Caingangue              | Dr. Ribeiro |                             |
| 1977 | Gordos e magros         | —           |                             |
| 1977 | Na ponta da faca        | Paulo       |                             |
| 1986 | O Quebra-Nozes          |             |                             |
| 1991 | A Maldição do Sanpaku   | Velho       |                             |
| 2006 | O maior amor do mundo   | Maestro     |                             |

### Na televisão
| Ano  | Título                             | Papel                                   | Notas                        | Emissora          |
| ---- | ---------------------------------- | --------------------------------------- | ---------------------------- | ----------------- |
| 1963 | A Morta Sem Espelho                | Guilherme                               |                              | TV Rio            |
| 1963 | Pouco Amor Não é Amor              |                                         |                              | TV Rio            |
| 1964 | Sonho de Amor                      | Rafael                                  |                              | Rede Record       |
| 1964 | Vitória                            | Ronaldo                                 |                              | Rede Record       |
| 1969 | Sangue do Meu Sangue               | Tenente                                 |                              | TV Excelsior      |
| 1974 | Caso Especial                      | Assunção                                | Episódio: "Mulher"           | Rede Globo        |
| 1974 | Supermanoela                       | Jorge Dias Batista                      |                              | Rede Globo        |
| 1975 | Escalada                           | Valério Facchini                        |                              | Rede Globo        |
| 1976 | Anjo Mau                           | Téofilo Montana (Téo)                   |                              | Rede Globo        |
| 1977 | Espelho Mágico                     | Gastão Cortez / Benito                  |                              | Rede Globo        |
| 1980 | Olhai os Lírios do Campo           | Vicente Cintra                          |                              | Rede Globo        |
| 1982 | Paraíso                            | Prefeito Norberto                       |                              | Rede Globo        |
| 1982 | Caso Verdade                       | Delegado Alcântara                      | Episódio: "Um Engano Mortal" | Rede Globo        |
| 1984 | Caso Verdade                       | Genaro                                  | Episódio: "Esperança"        | Rede Globo        |
| 1984 | Marquesa de Santos                 | Visconde de Castro                      |                              | Rede Manchete     |
| 1986 | Dona Beija                         | Padre Aranha                            |                              | Rede Manchete     |
| 1989 | Kananga do Japão                   | Teodoro                                 |                              | Rede Manchete     |
| 1990 | Pantanal                           | Antero Novaes                           | 1ª fase                      | Rede Manchete     |
| 1990 | A História de Ana Raio e Zé Trovão | Basílio                                 |                              | Rede Manchete     |
| 1991 | O Farol                            | Mestre Clemêncio                        |                              | Rede Manchete     |
| 1991 | O Fantasma da Ópera                | Maestro Antônio Medeiros                |                              | Rede Manchete     |
| 1993 | Mulheres de Areia                  | Psiquiatra                              | Participação especial        | Rede Globo        |
| 1993 | Olho no Olho                       | Padre João                              |                              | Rede Globo        |
| 1994 | Memorial de Maria Moura            | Eliseu                                  |                              | Rede Globo        |
| 1996 | Xica da Silva                      | Conde Valadares                         |                              | Rede Manchete     |
| 1997 | A Indomada                         |                                         |                              | Rede Globo        |
| 1997 | Direito de Vencer                  | Giovanni Lucilli                        |                              | Rede Record       |
| 1998 | Serras Azuis                       | Giancarlo Roldão, Barão de Serras Azuis |                              | Rede Bandeirantes |
| 1999 | Chiquinha Gonzaga                  | Marquês de Caxias                       |                              | Rede Globo        |
| 2000 | Vidas Cruzadas                     | Teodoro Oliveira de Barros              |                              | Rede Record       |
| 2003 | Mulheres Apaixonadas               | Ele mesmo                               | Participação especial        | Rede Globo        |
| 2008 | O Natal do Menino Imperador        | Dom Pedro II (aos 65 anos)              |                              | Rede Globo        |

## Como diretor
- 1965 Coração
- 1965 Paixão de outono (Rede Globo)
- 1965 Ilusões perdidas (Rede Globo)
- 1965 Um rosto de mulher (Rede Globo)[7]
- 1968 O terceiro pecado
- 1968 A Muralha (TV Excelsior)
- 1970 E nós aonde vamos? (TV Tupi)
- 1980 O Guarani - ópera (Teatro Municipal do Rio de Janeiro)[8][9]
- 1981 Prima Belinha